# San Pablo (Perù)
San Pablo è una città del Perù.